# Umirovljeni car (titula)
Umirovljeni car, veliki car ili počasni car je istočnoazijska titula koji su rabili monarsi, odnosno carevi koji bi, makar formalno, dobrovoljno abdicirali, odnosno prepustili titulu svojim sinovima. Takvi su slučajevi zabilježeni u povijesti Kine, Japana, Koreje i Vijetnama. U rijetkim slučajevima bi umirovljeni car, usprkos formalnog povlačenja s vladarske dužnosti, imao značajan utjecaj na upravljanje državom. Najpoznatiji takav primjer je car Qianlong iz kineske dinastije Qing.